# Martin Eyerer

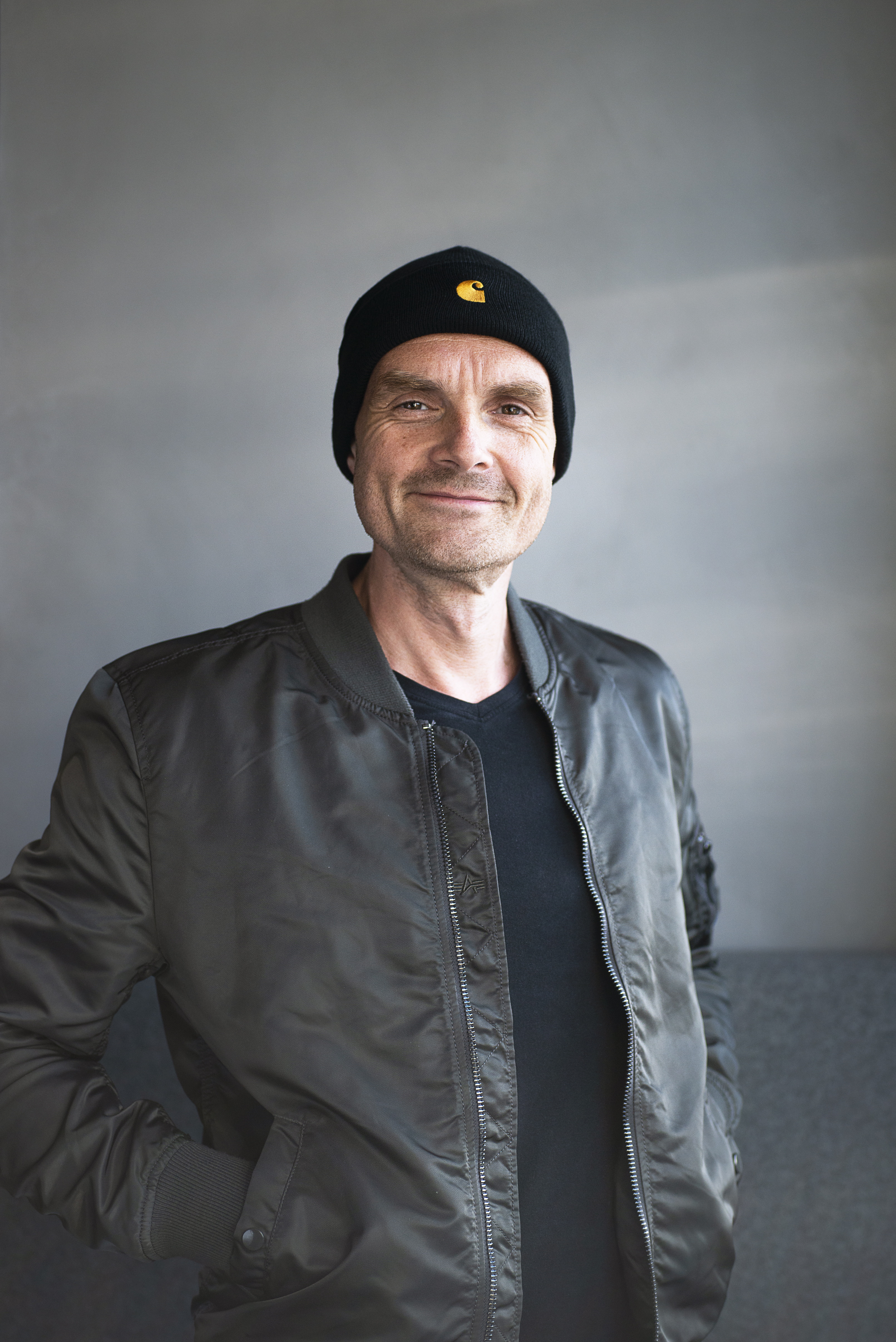
Martin Eyerer 2020

Martin Eyerer ist ein deutscher Techno-DJ und Musiker. Er ist außerdem Moderator bei Radio Sunshine Live, wo jeden Sonntag seine Radioshow Sunshine live Kling Klong gesendet wird und Unternehmer in diversen Firmen.

## Aktivitäten
Eyerer ist unter zahlreichen Pseudonymen aktiv und hat bereits über 100 Veröffentlichungen auf Musiklabeln wie Renaissance, Underwater, Audiomatique, Systematic, Boxer, Buzzin Fly, Great Stuff, Kling Klong und Session Deluxe produziert.
Neben seinen Produktionen hat er Remixe für die Künstler Kosheen, Snap!, Simply Red oder Deee-Lite angefertigt. Er kooperiert und produziert mit den Künstlern Namito, Stephan Hinz, Toni Rios, Oliver Klein, Gui Boratto, Oliver Koletzki, Robert Babicz und Patrick Chardronnet. Mit Chi-Thien Nguyen veröffentlicht er unter dem Projektnamen Eyerer & Chopstick.
Seine erfolgreichste Veröffentlichung war die Single Haunting, die gemeinsam mit Cassius-Sänger Philippe Zdar entstand. Sein erstes Album Word Of Mouth erschien 2008 auf Kling Klong. Er releasete seither 2 weitere Alben (Tiny Little Widgets, Struktur)
Er ist Gründer und Betreiber der beiden Labels Session Deluxe und Kling Klong, bei dem unter anderem Produktionen von Oliver Koletzki, Robert Babicz, Oliver Klein, Dusty Kid, Namito und Stephan Hinz erschienen sind.
Seit 2012 betreibt er mit Partnern in Berlin die „Riverside Studios“, einen Komplex auf 3000 m² mit 27 Musik und Tonstudios in Berlin Friedrichshain-Kreuzberg mit einem etablierten Netzwerk an Künstlern und Musictech Unternehmen
Seit 2018 liegt Martin Eyerers beruflicher Schwerpunkt auf der Entwicklung von ungenutzten Gewerbeimmobilien zu pulsierenden Community Hubs. Zunächst als Chief Innovation Officer und später dann als CEO des Innovations- und Startup Netzwerks Factory Berlin brachte er seine umfangreichen Erfahrungen als kreativer Unternehmer, Community-Builder und Künstler ein. Als Vordenker und Treiber des interdisziplinären Austauschs zwischen Tech-Startups, Musik und Kunst prägte er das Ökosystem der Factory Berlin entscheidend mit. Gleichzeitig entwickelte Martin Eyerer in seiner Unternehmerrolle eine fundierte Expertise in der Gestaltung und Realisation von zukunftsweisenden Nutzungskonzepten für Gewerbeimmobilien. Mit der Eröffnung der Factory Hammerbrooklyn 2021 in Hamburg setzte er diese Reise erfolgreich fort.
Seit 2023 ist Martin Eyerer CEO der Green City Development (GCD). Die GCD verfolgt die nachhaltige und organische Umwidmung von ehemaligen Retail-, Büro- und Industrieflächen durch innovative Nutzungskonzepte zu lebendigen Hype-Quartieren. Das Transformationsangebot der GCD umfasst die inhaltliche Neukonzeption der Liegenschaften, die Klärung der wirtschaftlichen und rechtlichen Rahmenbedingungen, die mediale wie politische Kommunikation, die architektonische Gestaltung innovativer Arbeits- und Lebensräume sowie den Aufbau und Betrieb eines funktionierenden Startup und Technologie-Ökosystems.
Aktuelles Projekt ist die Transformation der ehemaligen Zigarettenfabrik von Philipp Morris in Berlin-Neukölln. Einem 15 HA großen Gelände, wo ein Quartier aus Innovation und Kreativität entsteht.
Darüber hinaus engagiert sich Martin Eyerer weiterhin im Musikbusiness. So ist er immer noch Managing Partner der von ihm 2012 mitbegründeten Riverside Studios. Auch als DJ und Musikproduzent ist er nach wie vor aktiv mit über 250 Releases im Bereich elektronische Musik sowie als Inhaber des Club-Labels Kling Klong Records.